# Ли, Кайлер
Кайлер Ли Уэст (англ. Chyler Leigh West; урождённая Поттс (англ. Potts); род. 10 апреля 1982) — американская актриса, певица и модель. Наибольшую известность ей принесли роли Лекси Грей в сериале «Анатомия страсти» (2007—2012) и Алекс Дэнверс в сериале «Супергёрл» (2015—2021).

## Ранние годы
Ли родилась в Шарлотт, Северная Каролина, в семье Ивонн Нортон и Роберта Поттса. Она выросла в штате Вирджиния, пока в 12 лет не переехала с семьей в Майами, Флорида. В восьмом классе она стала моделью. Затем она стала практиковаться в актёрском мастерстве, снимаясь в новом подростковом шоу «Hall Pass». Ли не окончила школу, вместо этого она сдала экзамен «California High School Proficiency».

## Карьера
Ли рано начала сниматься в кино, её дебют состоялся в 15 лет в фильме 1997 года «Академия кикбоксинга», где она снялась вместе со своим братом, который играл её возлюбленного. В 2001 году она получила главную роль в комедии «Недетское кино». Также она появилась в клипе Мэрилина Мэнсона «Tainted Love». Она заняла 65 место в журнале Maxim в списке «горячих женщин 2002 года».
В 2007 году Шонда Раймс взяла Ли в свой сериал «Анатомия страсти». Ли сначала снялась в роли женщины в баре Джо, но была замечена Патриком Демпси и в 3 сезоне получила роль Лекси Грей, единокровной сестры Мередит Грей. В 4 сезоне она была повышена до основного состава. Ли покинула шоу в финале восьмого сезона, когда её героиня погибла в авиакатастрофе.

## Личная жизнь
С 2002 года Ли замужем за актёром Нейтаном Уэстом. У них есть трое детей — сын Ноа Уайлд (род. в декабре 2003 года), а также дочери Тейлин Ли (род. в сентябре 2006 года) и Эннистон Кей (род. 7 мая 2009).

## Фильмография
| Год         | Русское название     | Оригинальное название   | Роль                                          | Примечания |
| ----------- | -------------------- | ----------------------- | --------------------------------------------- | --- |
| 1996        |                      | Hall Pass               |                                               | |
| 1997        |                      | Kinetic City Super Crew |                                               | |
| 1997        | Академия кикбоксинга | Kickboxing Academy      | Синди                                         | |
| 1999        | Спасая Грейс         | Saving Grace            | Грейс Смит                                    | |
| 1999        | Тихая гавань         | Safe Harbor             | Джейми Мартин                                 | 10 эпизодов |
| 2000        |                      | M.Y.O.B.                |                                               | 1 эпизод |
| 2000        | Седьмое небо         | 7th Heaven              | Фрэнки                                        | 3 эпизода |
| 2000        |                      | Wilder Days             | Рип                                           | |
| 2001        | Недетское кино       | Not Another Teen Movie  | Джейни Бриггс                                 | |
| 2002        |                      | That '80s Show          | Джун                                          | 13 эпизодов |
| 2002        | Женский клуб         | Girls Club              | Сара Микл                                     | 9 эпизодов |
| 2003        | Практика             | The Practice            | Клэр Уайатт                                   | 10 эпизодов |
| 2004        | Северный берег       | North Shore             | Кейт Спленджер                                | 1 эпизод |
| 2005        |                      | Rocky Point             | Кэсси                                         | |
| 2005        | Встреча выпускников  | Reunion                 | Карла                                         | 13 эпизодов |
| 2007—2012   | Анатомия страсти     | Grey’s Anatomy          | Лекси Грей                                    | 113 эпизодов Номинация — Премия Гильдии киноактёров США за лучший актёрский состав в драматическом сериале (2008) |
| 2010        | Девятнадцатая жена   | The 19th Wife           | Куини Альтон                                  | |
| 2012        | Частная практика     | Private Practice        | доктор Лекси Грей                             | |
| 2012        | Тормоз               | Brake                   | Молли Рейнс                                   | |
| 2013        | Окно в страну чудес  | Window Wonderland       | Слоан Ван Дорен                               | |
| 2014        | Такси: Южный Бруклин | Taxi Brooklyn           | детектив Кейтлин Салливан                     | |
| 2015 — 2021 | Супергёрл            | Supergirl               | Алекс Дэнверс / Директор Дэнверс / Пауэр Гёрл | Главная роль |